# Neumühle (Diespeck)
Neumühle ist ein Gemeindeteil der Gemeinde Diespeck im Landkreis Neustadt an der Aisch-Bad Windsheim (Mittelfranken, Bayern). Neumühle liegt in der Gemarkung Diespeck.

## Geografie
Der Weiler liegt am Südufer der Aisch. 0,5 km südwestlich des Ortes liegt das Flurgebiet Am Ehesteg und 0,5 km südlich das Laubfeld. Die Bundesstraße 470 führt nach Diespeck (1,5 km südlich) bzw. an Forst vorbei nach Gerhardshofen (5 km nordöstlich). Die Staatsstraße 2259 führt nach Gutenstetten (0,7 km nordwestlich).

## Geschichte
Der Ort wurde 1714 errichtet und ursprünglich als „Mayersmühle“ bezeichnet. Im Jahre 1775 wurde sie erstmals als „Neue Mühl“ bezeichnet.
Gegen Ende des 18. Jahrhunderts gehörte die Neumühle zur Realgemeinde Diespeck. Das Hochgericht übte das brandenburg-bayreuthische Stadtvogteiamt Neustadt an der Aisch aus. Das Anwesen hatte das brandenburg-bayreuthische Klosteramt Birkenfeld als Grundherrn. Unter der preußischen Verwaltung (1792–1806) des Fürstentums Bayreuth erhielt die Neumühle die Hausnummer 102 des Ortes Diespeck.
Von 1797 bis 1810 unterstand der Ort dem Justizamt Dachsbach und Kammeramt Neustadt. Im Rahmen des Gemeindeedikts wurde Neumühle dem 1811 gebildeten Steuerdistrikt Diespeck zugeordnet. Es gehörte der 1813 gegründeten Ruralgemeinde Diespeck an.

## Einwohnerentwicklung
| Jahr      | 001824 | 001840 | 001861 | 001871 | 001885 | 001900 | 001925 | 001950 | 001961 | 001970 | 001987 |
| Einwohner | 8      | 9      | 7      | 10     | 11     | 12     | 20     | 80     | 58     | 57     | 46     |
| Häuser    | 1      | 1      |        |        | 1      | 2      | 2      | 2      | 9      |        | 11     |
| Quelle    | [ 7 ]  | [ 10 ] | [ 11 ] | [ 12 ] | [ 13 ] | [ 14 ] | [ 15 ] | [ 16 ] | [ 17 ] | [ 18 ] | [ 1 ]  |

## Religion
Der Ort ist evangelisch-lutherisch geprägt und war ursprünglich nach St. Johannes Baptist und Laurentius (Gutenstetten) gepfarrt, seit der ersten Hälfte des 19. Jahrhunderts ist die Pfarrei St. Johannes Baptist (Diespeck) zuständig. Die Einwohner römisch-katholischer Konfession sind nach St. Johannis Enthauptung (Neustadt an der Aisch) gepfarrt.